# Josef Hrabě (starosta)

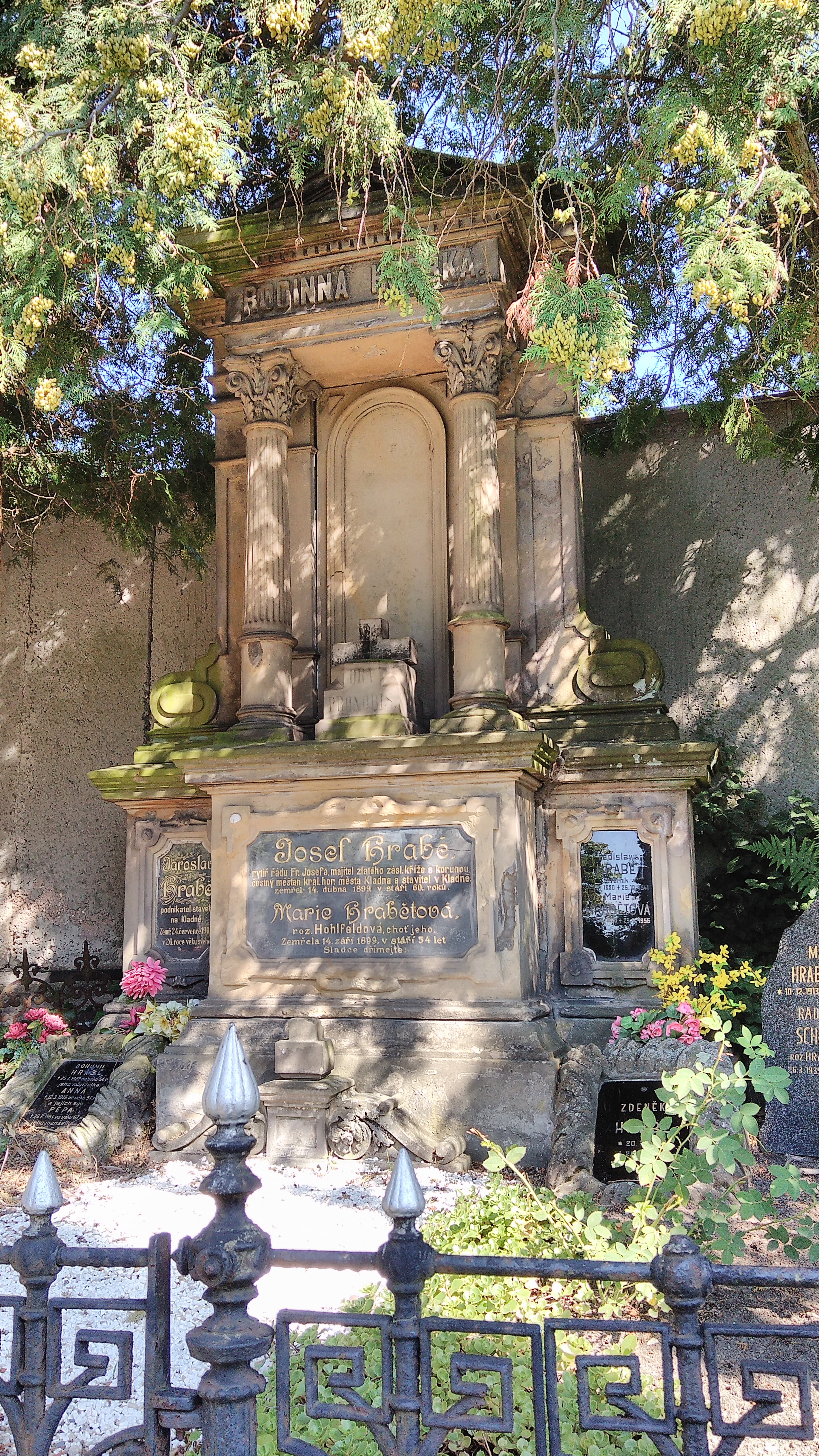
rodinná hrobka na Centrálním kladenském hřbitově

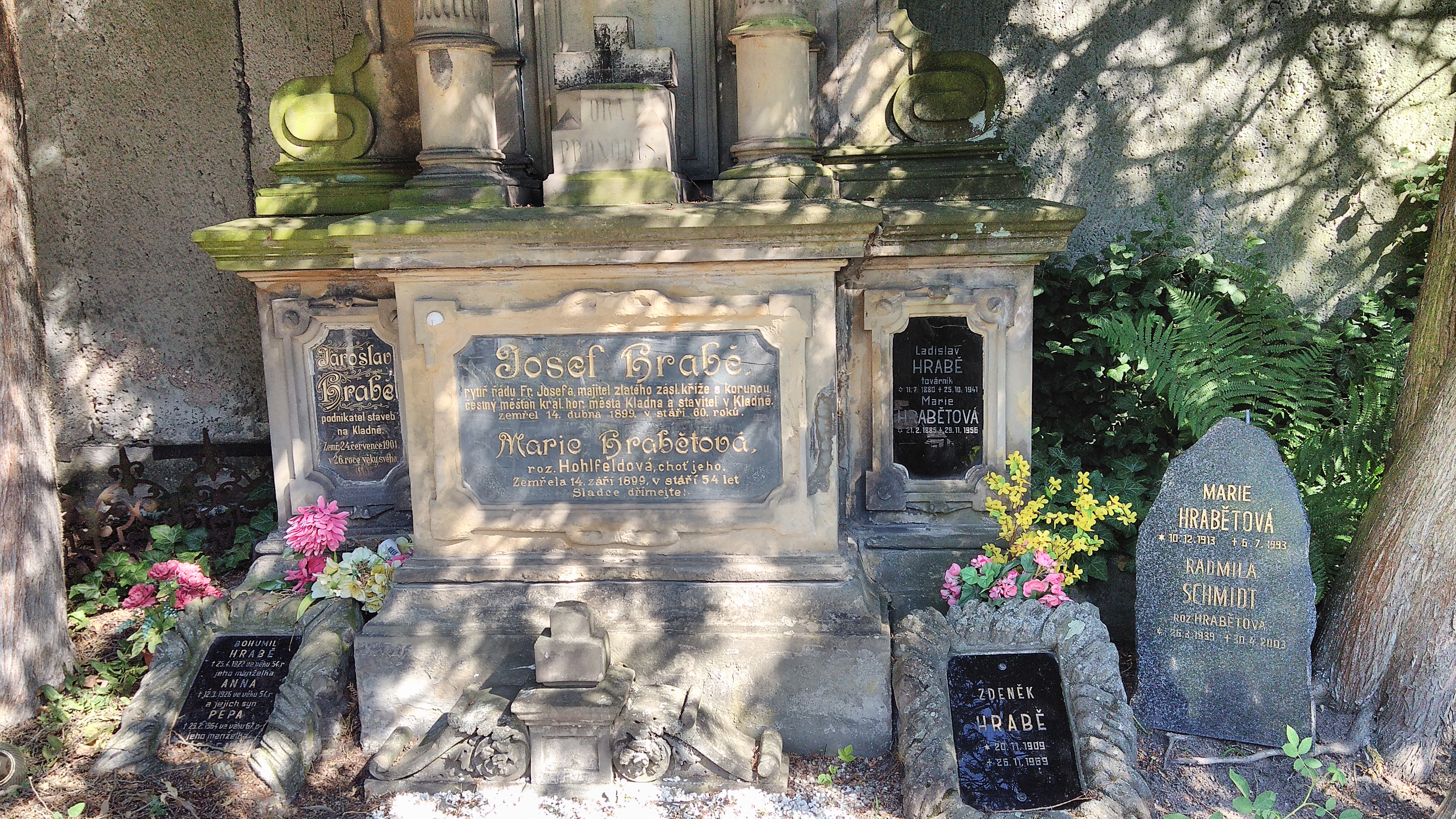
náhrobní desky na Centrálním kladenském hřbitově

Josef Hrabě (21. února 1839 Kladno – 14. dubna 1899 Kladno) byl kladenský stavitel a starosta, čestný občan města.

## Život
V Kladně založil rodinnou stavební firmu, podnikal v oboru železničních a vodních staveb s bratrem Emilem. Podle jeho návrhu byl vystavěn v roce 1885 klášter chudých sester školských v Kladně (dnes sídlo Policie ČR) a budova chlapecké školy (dnes zdravotní škola v Havířské ulici). Podle návrhu architekta Jana Vejrycha postavil v Kladně v letech 1897–1898 také novou Radnici. Byl také předsedou Spolku pro postavení nového kostela Nanebevzetí Panny Marie v Kladně a s manželkou věnovali kostelu jedno z vitrážových oken.
Starostou byl v letech 1881–1889 a 1895–1898, dvakrát ho ve funkci vystřídal MUDr. Jaroslav Hruška. Poprvé se tak stalo, když 20. června během událostí Krvavého Božího těla v Kladně Hrabě a ředitel hutí Gottfried Bacher utekli z města. Rozlícený dav vytrhl kromě vily a radnice také na starostův dům, kde měla toho času přichystanou svatební výbavu jeho dcera.
Josef Hrabě byl ženatý s Marií Hrabětovou, rozenou Hohlfeldovou , která zemřela 14. září ve věku 54 let, on pak zemřel 14. dubna ve věku 60 let v Kladně, kde jsou oba pohřbení.